# Brachymyrmex
Brachymyrmex es un género de hormigas de la familia formicidae de hormigas de la subfamilia .Son nativas del Neotrópico, pero varias especies se han diseminado por el mundo con el comercio humano. El género puede ser reconocido por la combinación de tener 9 segmentos antenales (menos que la mayoría de las hormigas) y el pecíolo oculto por el gaster en una vista dorsal.

## Especies
Se reconocen las siguientes:
- Brachymyrmex admotus Mayr, 1887
- Brachymyrmex antennatus Santschi, 1929
- Brachymyrmex aphidicola Forel, 1909
- Brachymyrmex australis Forel, 1901
- Brachymyrmex bicolor Ortiz-Sepúlveda et al., 2019
- Brachymyrmex brasiliensis Ortiz & Fernández, 2014
- Brachymyrmex bruchi Forel, 1912
- Brachymyrmex cavernicola Wheeler, 1938
- Brachymyrmex coactus Mayr, 1887
- Brachymyrmex cordemoyi Forel, 1895
- Brachymyrmex degener Emery, 1906
- Brachymyrmex delabiei Ortiz & Fernández, 2014
- Brachymyrmex depilis Emery, 1893
- Brachymyrmex donisthorpei Santschi, 1939
- Brachymyrmex feitosai Ortiz & Fernández, 2014
- Brachymyrmex fiebrigi Forel, 1908
- Brachymyrmex flavidulus (Roger, 1863)
- Brachymyrmex gagates Wheeler, 1934
- Brachymyrmex gaucho Santschi, 1917
- Brachymyrmex giardi Emery, 1895
- Brachymyrmex heeri Forel, 1874
- Brachymyrmex iridescens Ortiz-Sepúlveda et al., 2019
- Brachymyrmex micromegas Santschi, 1923
- Brachymyrmex minutus Forel, 1893
- Brachymyrmex modestus Santschi, 1923
- Brachymyrmex musculus Forel, 1899
- Brachymyrmex myops Emery, 1906
- Brachymyrmex nebulosus LaPolla & Longino, 2006
- Brachymyrmex obscurior Forel, 1893
- Brachymyrmex oculatus Santschi, 1919
- Brachymyrmex patagonicus Mayr, 1868
- Brachymyrmex pictus Mayr, 1887
- Brachymyrmex pilipes Mayr, 1887
- Brachymyrmex santschii Menozzi, 1927
- Brachymyrmex termitophilus Forel, 1895
- Brachymyrmex tristis Mayr, 1870